# Бъбълец
Бъбълец или Бабалец или Боблец (на гръцки: Πύργοι, Пирги, до 1927 Βοβλίτσι, Вовлици, Μπουμπλίτσι, Бублици, Βουβλίτσι, Вувлици) е село в Гърция, дем Просечен.

## География
Селото се намира на 530 m надморска височина, на 19 km северозападно от град Драма и на 12 километра североизточно от демовия център Просечен (Просоцани) високо в южните склонове на планината Боздаг (Фалакро) в подножието на Сушица и Наковица.

## История

### Етимология
Според Йордан Н. Иванов името Бъбълец е от звукоподражателното бъл-бъл с непълно удвояване на сричката – бъбля, бълболя (за вода), шумя еднообразно, или от съществителното *бъбъл (от бълбъл), бълболене, подобно на бъбър, бърборене от бъбря, и наставка -ец. Епентезата на ъ в съчетание на съгласна и л е обичайна за българския език. Боблец и Боблич са без такава епентеза и с о вместо ъ от говора на някои съседни села.

### В Османската империя
Според Стефан Веркович към края на XIX век Боблиц има мъжко население 279 души, което живее в 66 къщи. Част от жителите му са помаци.
В 1891 година Георги Стрезов пише за селото:
| „ | Бъбълец, на С от Драма; минува се през Плевня, понеже между Драма и Бъбълец се изпречва стръмен връх от Боздаг. От Плевня 1 1/2 час на СИ. Околност планиниста; селянете въгляри и дървари. Църква, в която се чете смесено. 30 къщи български и 30 помачки. | “ |

В края на XIX век Васил Кънчов пише, че селото има 18 къщи българи и 50 помашки. Според статистиката на Кънчов („Македония. Етнография и статистика“) към 1900 година Боболец е смесено българо-християнско и българо-мохамеданско селище. В него живеят 240 българи-християни и 245 българи-мохамедани, както и 7 цигани.
По данни на секретаря на Българската екзархия Димитър Мишев („La Macédoine et sa Population Chrétienne“) в 1905 година християнското население на Бъболец (Baboletz) се състои от 160 българи патриаршисти гъркомани и в селото действа основно гръцко училище с един учител и десет ученици.

### В Гърция
По време на Балканската война Бъбълец е освободено от части на българската армия, но след Междусъюзническата война остава в Гърция.
В 20-те години, по силата на Лозанския договор, турското население е изселено в Турция, но на негово място не са настанявани гърци бежанци. В 1927 година името на селото е сменено на Пирги.
Църквата в селото е „Преображение Господне“.
Населението произвежда жито, тютюн и други земеделски култури, като се занимава и със скотовъдство.
| Име          | Име            | Ново име     | Ново име       | Описание                                         |
| ------------ | -------------- | ------------ | -------------- | ------------------------------------------------ |
| Фиркалия     | Φιρκάλιο       | Плайес       | Πλαγιές        | местност в Боздаг на ЮЗ от Бъбълец               |
| Чипирин      | Τσιπιρίν       | Врахи        | Βράχοι         | връх в Боздаг на СЗ от Бъбълец (1291 m)          |
| Вилек        | Βιλέκ          | Апокримнон   | Άπόκρημνον     | връх в Боздаг на С от Бъбълец (1419 m)           |
| Бряза        | Μπριάζα        | Левки Корифи | Λευκή Κορυφή   | връх в Боздаг на СИ от Бъбълец (1462 m)          |
| Насклица     | Νασκλίτσα      | Дасомено     | Δασωμένο       | гора в Боздаг на СИ от Бъбълец                   |
| Бучинища     | Μπούτσινιστ    | Рахи         | Ράχη           |                                                  |
| Насквица     | Νάσκβιτσα      | Рема Профиту | Ρέμα Προφήτου  | река в Боздаг на СИ от Бъбълец, приток на Сушица |
| Деблина      | Ντεμπλίνα      | Фундукорема  | Φουντουκόρρεμα | река в Боздаг на С от Бъбълец, приток на Сушица  |
| Усоница      | Ούσονίτσα      | Фидотон      | Φιδωτόν        | река в Боздаг на С от Бъбълец, приток на Сушица  |
| Капи         | Κάπι           | Стенорема    | Στενόρρεμα     | река                                             |
| Картал Бунар | Καρτάλ Μπουνάρ | Аетопиги     | Άετοπηγή       | извор в Боздаг на СИ от Бъбълец                  |

| Година    | 1913 | 1920 | 1928 | 1940 | 1951 | 1961 | 1971 | 1981 | 1991 | 2001 | 2011 | 2021 |
| --------- | ---- | ---- | ---- | ---- | ---- | ---- | ---- | ---- | ---- | ---- | ---- | ---- |
| Население | 169  | 442  | 291  | 396  | 375  | 450  | 226  | 259  | 250  | 318  | 274  | 151  |